# 玉貴人
玉貴人（ぎょくきじん、？ - 嘉慶19年（1814年）10月7日）は、清の嘉慶帝の妃嬪。姓や出自は不明。

## 生涯
姓は不詳。嘉慶2年11月、『官女子媽媽里用銀档』に初めて登場し、同年12月28日にようやく入宮した。嘉慶19年の閏2月に玉貴人は病を患い始め、10月7日に風寒を受けたことにより逝去し、昌陵妃園寝へ埋葬された。

## 伝記資料
- 『清史稿』
- 『官女子媽媽里用銀档』